# Coupe d'Asie masculine de hockey en salle 2024
Navigation
Bangkok 2022
La Coupe d'Asie masculine de hockey en salle 2024 sera la 10e édition de la Coupe d'Asie masculine de hockey en salle qui se tiendra du 21 au 25 mai 2024 à Taldykorgan, au Kazakhstan. Le champion d'Asie ainsi que le finaliste se qualifieront pour la Coupe du monde 2025,.
La Malaisie, vainqueur de l'édition 2022, remettra son titre en jeu.

## Équipes qualifiées
Outre le pays hôte, le Kazakhstan, les sept équipes suivantes participeront.
| Équipe      | Apparition | Dernière apparition | Précédente meilleure performance                           |
| ----------- | ---------- | ------------------- | ---------------------------------------------------------- |
| Indonésie   | 3e         | 2022                | Quatrième: (2022)                                          |
| Iran        | 10e        | 2022                | Champion: (2008, 2009, 2010, 2012, 2014, 2015, 2017, 2019) |
| Kazakhstan  | 8e         | 2022                | Vice-champion: (2015, 2017, 2019)                          |
| Malaisie    | 9e         | 2022                | Champion: (2022)                                           |
| Oman        | 2e         | 2017                | Sixième: (2017)                                            |
| Singapour   | 4e         | 2022                | Cinquième: (2008)                                          |
| Tadjikistan | 2e         | 2015                | Cinquième: (2015)                                          |
| Thaïlande   | 8e         | 2022                | Quatrième: (2012)                                          |

## Critères de départage
En cas d'égalité de points de plusieurs équipes à l'issue des matchs de poule, les critères suivants sont appliqués dans l'ordre indiqué pour établir leur classement:
1. Points,
2. Matchs gagnés,
3. Différence de buts,
4. Buts pour,
5. Plus grand nombre de points obtenus dans les matchs de poule disputés entre les équipes concernées,
6. Buts en plein jeu pour.

## Premier tour
Légende :
- Tour pour les médailles
- Phase de classement

### Poule A
| Rang | Équipe      | Pts | J | G | N | P | Bp | Bc | Diff |
| ---- | ----------- | --- | - | - | - | - | -- | -- | ---- |
| 1    | Iran        | 9   | 3 | 3 | 0 | 0 | 55 | 4  | +51  |
| 2    | Thaïlande   | 6   | 3 | 2 | 0 | 1 | 27 | 13 | +14  |
| 3    | Singapour   | 3   | 3 | 1 | 0 | 2 | 17 | 14 | +3   |
| 4    | Tadjikistan | 0   | 3 | 0 | 0 | 3 | 3  | 71 | -68  |

| 21 mai 2024 | Iran      | 8 - 0  | Singapour   |
| 21 mai 2024 | Thaïlande | 19 - 1 | Tadjikistan |
| 21 mai 2024 | Singapour | 15 - 2 | Tadjikistan |
| 21 mai 2024 | Thaïlande | 4 - 10 | Iran        |
| 22 mai 2024 | Iran      | 37 - 0 | Tadjikistan |
| 22 mai 2024 | Singapour | 2 - 4  | Thaïlande   |

### Poule B
| Rang | Équipe       | Pts | J | G | N | P | Bp | Bc | Diff |
| ---- | ------------ | --- | - | - | - | - | -- | -- | ---- |
| 1    | Malaisie T   | 7   | 3 | 2 | 1 | 0 | 18 | 9  | +9   |
| 2    | Kazakhstan H | 7   | 3 | 2 | 1 | 0 | 13 | 5  | +8   |
| 3    | Indonésie    | 3   | 3 | 1 | 0 | 2 | 14 | 12 | +2   |
| 4    | Oman         | 0   | 3 | 0 | 0 | 3 | 3  | 22 | -19  |

| 21 mai 2024 | Malaisie   | 10 - 2 | Oman       |
| 21 mai 2024 | Kazakhstan | 6 - 2  | Indonésie  |
| 22 mai 2024 | Indonésie  | 8 - 1  | Oman       |
| 22 mai 2024 | Malaisie   | 3 - 3  | Kazakhstan |
| 22 mai 2024 | Indonésie  | 4 - 5  | Malaisie   |
| 22 mai 2024 | Kazakhstan | 4 - 0  | Oman       |

## Tour de classement

### Poule D
| Rang | Équipe      | Pts | J | G | N | P | Bp | Bc | Diff |
| ---- | ----------- | --- | - | - | - | - | -- | -- | ---- |
| 1    | Indonésie   | 9   | 3 | 3 | 0 | 0 | 30 | 2  | +28  |
| 2    | Oman        | 6   | 3 | 2 | 0 | 1 | 17 | 11 | +6   |
| 3    | Singapour   | 3   | 3 | 1 | 0 | 2 | 18 | 12 | +6   |
| 4    | Tadjikistan | 0   | 3 | 0 | 0 | 3 | 3  | 43 | -40  |

| 23 mai 2024 | Singapour   | 2 - 3  | Oman        |
| 23 mai 2024 | Indonésie   | 15 - 0 | Tadjikistan |
| 24 mai 2024 | Tadjikistan | 1 - 13 | Oman        |
| 24 mai 2024 | Singapour   | 1 - 7  | Indonésie   |

### Match pour la7eplace
| Match 21          | Singapour                                                                                | 10 - 0  | Tadjikistan |                                       |                                       |
| 25 mai 2024 10h30 | Matrahim 7e, 10e, 28e, 37e · NG 13e · CT 22e · Watanabe 30e, 38e · Syafiq 31e · Wong 32e | (3 - 0) |             | Arbitrage : Raman Baskar Naser Samadi | Arbitrage : Raman Baskar Naser Samadi |
| 25 mai 2024 10h30 | Rapport                                                                                  |         |             | Arbitrage : Raman Baskar Naser Samadi | Arbitrage : Raman Baskar Naser Samadi |

### Match pour la5eplace
| Match 22          | Indonésie                                                           | 5 - 3   | Oman                                     |                                           |                                           |
| 25 mai 2024 12h00 | Priliandro 7e · Jodie 9e · Guntara 17e · Prawesti 21e · Leksono 32e | (3 - 1) | 16e Al Fazari · 33e Barazahan · 35e Bait | Arbitrage : Daulet Urmanov Shigeki Kodama | Arbitrage : Daulet Urmanov Shigeki Kodama |
| 25 mai 2024 12h00 | Rapport                                                             |         |                                          | Arbitrage : Daulet Urmanov Shigeki Kodama | Arbitrage : Daulet Urmanov Shigeki Kodama |

## Tour pour les médailles

### Poule C
| Rang | Équipe       | Pts | J | G | N | P | Bp | Bc | Diff |
| ---- | ------------ | --- | - | - | - | - | -- | -- | ---- |
| 1    | Iran         | 7   | 3 | 2 | 1 | 0 | 18 | 10 | +8   |
| 2    | Malaisie T   | 5   | 3 | 1 | 2 | 0 | 11 | 8  | +3   |
| 3    | Kazakhstan H | 4   | 3 | 1 | 1 | 1 | 15 | 10 | +5   |
| 4    | Thaïlande    | 0   | 3 | 0 | 0 | 3 | 8  | 24 | -16  |

| 23 mai 2024 | Iran      | 5 - 3 | Kazakhstan |
| 23 mai 2024 | Malaisie  | 5 - 2 | Thaïlande  |
| 24 mai 2024 | Thaïlande | 2 - 9 | Kazakhstan |
| 24 mai 2024 | Iran      | 3 - 3 | Malaisie   |

### Match pour la3eplace
| Match 23          | Kazakhstan                                                   | 7 - 2   | Thaïlande               |                                           |                                           |
| 25 mai 2024 13h30 | Uzbek 4e · Yelubayev (2x)13e, 21e, (2x)28e · Dyussebekov 33e | (3 - 1) | 8e Anuson · 32e Warawut | Arbitrage : Raman Baskar Ahmed Al Hassani | Arbitrage : Raman Baskar Ahmed Al Hassani |
| 25 mai 2024 13h30 | Rapport                                                      |         |                         | Arbitrage : Raman Baskar Ahmed Al Hassani | Arbitrage : Raman Baskar Ahmed Al Hassani |

### Finale
| Match 24          | Malaisie    | 1 - 7   | Iran                                                                      |                                |                                |
| 25 mai 2024 15h00 | Firdaus 30e | (0 - 4) | 2e, 34e Mirzakhani · 4e, 23e Lashfari · 6e, 36e Nooranian · 10e Mamizadeh | Arbitrage : Zeke Newman Salman | Arbitrage : Zeke Newman Salman |
| 25 mai 2024 15h00 | Rapport     |         |                                                                           | Arbitrage : Zeke Newman Salman | Arbitrage : Zeke Newman Salman |

## Classement final
| Rang                     | Groupe | Équipe       | J | V | N | P | BP | BC  | +/-  | Pts |
| ------------------------ | ------ | ------------ | - | - | - | - | -- | --- | ---- | --- |
| Médaille d'or, Asie      | A      | Iran         | 6 | 5 | 1 | 0 | 70 | 11  | +59  | 16  |
| Médaille d'argent, Asie  | B      | Malaisie T   | 6 | 3 | 2 | 1 | 27 | 21  | +6   | 11  |
| Médaille de bronze, Asie | B      | Kazakhstan H | 6 | 4 | 1 | 1 | 32 | 14  | +18  | 13  |
| 4                        | A      | Thaïlande    | 6 | 2 | 0 | 4 | 33 | 34  | -1   | 6   |
|                          |        |              |   |   |   |   |    |     |      |     |
| 5                        | B      | Indonésie    | 6 | 4 | 0 | 2 | 41 | 16  | +25  | 12  |
| 6                        | B      | Oman         | 6 | 2 | 0 | 4 | 22 | 30  | -8   | 6   |
| 7                        | A      | Singapour    | 6 | 2 | 0 | 4 | 30 | 24  | +6   | 6   |
| 8                        | A      | Tadjikistan  | 6 | 0 | 0 | 6 | 4  | 109 | -105 | 0   |

|  | Nation qualifiée pour la Coupe du monde 2025 en tant que champion continental |
|  | Nation qualifiée pour la Coupe du monde 2025 en tant que quota supplémentaire |